# Lucio Magri

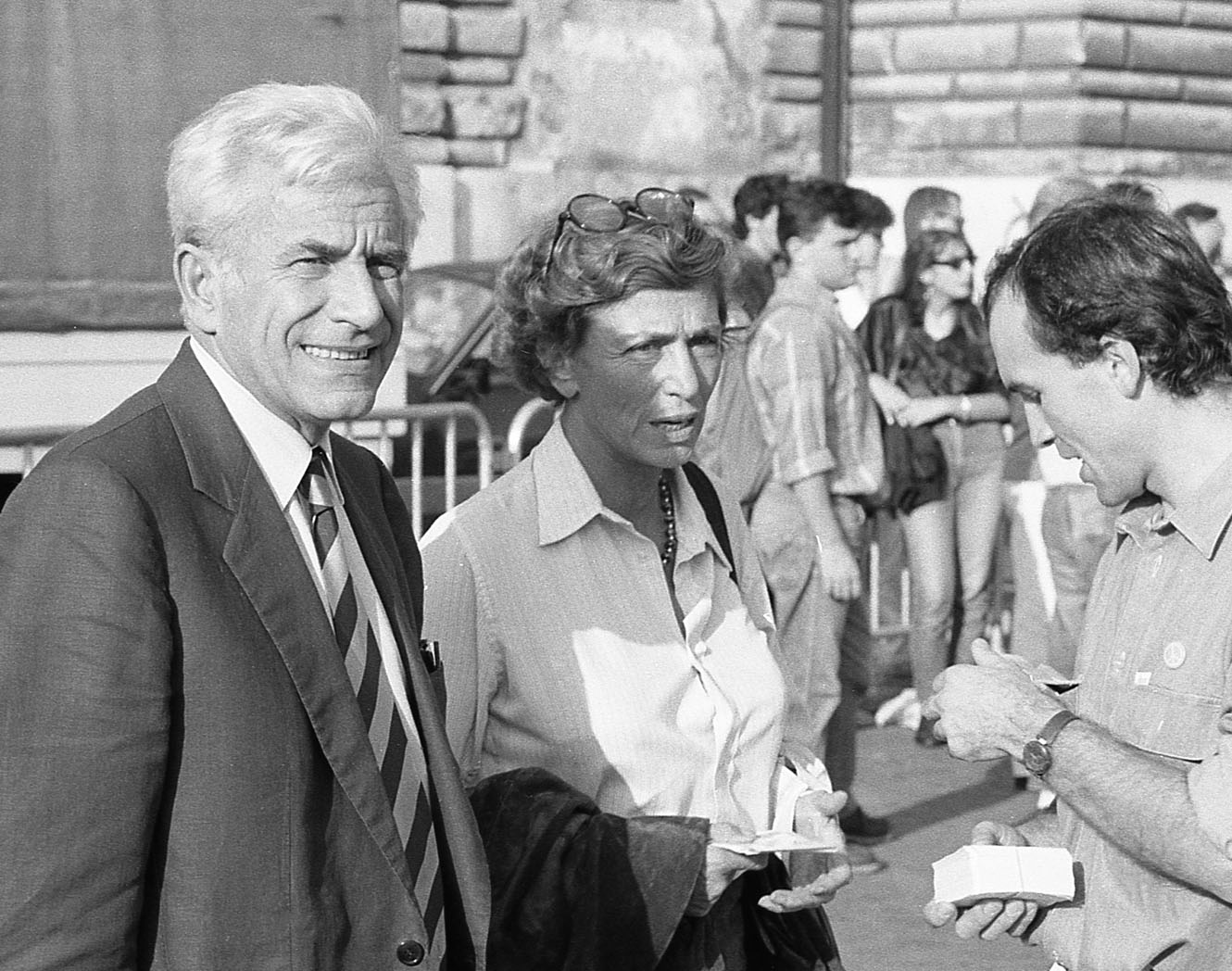
Lucio Magri (links) zusammen mit Luciana Castellina, 1987

Lucio Magri (* 19. August 1932 in Ferrara; † 28. November 2011 in Bellinzona) war ein italienischer Journalist und Politiker.

## Leben
Nachdem Magri als Intellektueller auf dem linken Flügel des christdemokratischen Jugendverbandes aktiv war,  trat er in den 1950er Jahren in die Italienische Kommunistische Partei (PCI) ein. 1969 zählte er zu den Gründern der reformkommunistischen Tageszeitung Il Manifesto und wurde daraufhin wegen Bruch der Parteidisziplin aus der PCI ausgeschlossen. Für Magri war die Rätebewegung der Schlüssel für eine revolutionäre Strategie. 1974 war er Gründungsmitglied und Generalsekretär des Partito di Unità Proletaria per il Comunismo (dt.: Proletarische Einheitspartei für den Kommunismus), bis sich diese 1984 in der PCI auflöste. Nachdem die PCI sich 1991 mehrheitlich vom Marxismus verabschiedet hatte, initiierte Magri die Formierung der Partei der Kommunistischen Wiedergründung.
2009 veröffentlichte er eine autobiographisch gefärbte Darstellung der Geschichte der PCI unter dem Titel Il sarto di Ulm (2015 deutsch im Argument Verlag: Der Schneider von Ulm.) Das Buch ist eine Geschichte der PCI, ihres Aufstieges und ihres Scheiterns aus dem Blickwinkel nicht nur eines Beobachters, sondern eines Beteiligten. Das Scheitern der Partei führt er im Wesentlichen auf der Veränderung des Kapitalismus zum Finanzmarktkapitalismus zurück, der von der Linken nicht wahrgenommen wurde.

## Veröffentlichungen
- il manifesto. Merve-Verlag, West-Berlin 1971
- Probleme der marxistischen Theorie der revolutionären Partei. Merve-Verlag, West-Berlin 1972
- Der Schneider von Ulm. Argument-Verlag, Hamburg 2015, ISBN 978-3-86754-106-0.